# Revolucions de 1989
Les Revolucions de 1989 (també conegudes com la Caiguda del Comunisme, el Col·lapse del Comunisme, les Revolucions d'Europa de l'Est i la Tardor de les Nacions) foren una onada revolucionària que va recórrer Europa central i Oriental durant la tardor del 1989. Significaren la fi dels estats comunistes europeus en un període de pocs mesos.
Els fets es van iniciar a Polònia el 1989, i va prosseguir a Hongria, Alemanya de l'Est, Bulgària, Txecoslovàquia i Romania. Una característica comuna a la majoria d'aquests esdeveniments va ser l'ús extensiu de campanyes de resistència civil, que va demostrar l'oposició popular a la continuació del règim de partit únic i contribuir a la pressió per al canvi. Romania va ser l'únic país del bloc de l'Est on el poble va enderrocar al seu règim comunista de forma violenta. No obstant això, en la mateixa Romania i en alguns altres llocs, també va haver-hi certa violència exercida pel règim sobre la població. Les protestes de la plaça de Tian'anmen de 1989 no van aconseguir inspirar importants canvis polítics a la Xina, tot i que les impactants imatges de desafiament durant la protesta (com L'home del tanc de Tiananmen) van ajudar a precipitar els esdeveniments en altres parts del món. Entre les revolucions anticomunistes, va produir-se la caiguda del mur de Berlín, que va simbolitzar la reunificació alemanya, el 1990.
La Unió Soviètica es va dissoldre el 26 de desembre de 1991. El resultat van ser 14 països (Armènia, Azerbaidjan, Belarús, Estònia, Geòrgia, Kazakhstan, Kirguizstan, Letònia, Lituània, Moldàvia, Tadjikistan, Turkmenistan, Ucraïna i Uzbekistan) que van declarar la seva independència. Els estats que van romandre van crear la Federació Russa. El comunisme va ser abandonat entre 1990 i 1992 a Albània i a Iugoslàvia, que va dissoldre's en cinc estats des de 1992: Bòsnia i Hercegovina, Croàcia, Macedònia (més tard anomenada Macedònia del Nord), Eslovènia i la República Federal de Iugoslàvia (més tard anomenada Sèrbia i Montenegro, i més tard dividida en dos estats, Sèrbia i Montenegro). El 2008 Kosovo va independitzar-se de Sèrbia. Txecoslovàquia també es va dissoldre tres anys després de la fi del règim comunista, entre la República Txeca i Eslovàquia, el 1992. L'impacte es va sentir en desenes de països socialistes. El comunisme va ser abandonat en països com Cambodja, Etiòpia, Mongòlia i Iemen del Sud. El col·lapse del comunisme va portar als analistes a declarar la fi de la Guerra Freda.
Les revolucions de 1989 també van coincidir amb una onada massiva de democratització internacional: amb una minoria majoritàriament restringida al primer món i l'Índia fins a mitjans de la dècada de 1980, la democràcia representativa es va convertir, almenys oficialment, en el sistema polític de la meitat dels països de la món de la dècada de 1990.

## La perestroika, palanca de canvi
L'objectiu últim de la perestroika era apuntalar i rendibilitzar el sistema. Era una aposta arriscada, ja que podia acabar destruint-lo com, de fet, va passar.
El règim soviètic tenia un esquema on els estats de l'Est havien de tenir un paper destacat: se'ls havia de liberalitzar, la qual cosa afavoria un cert greu d'integració amb la meitat occidental del continent. D'aquesta manera, passarien a ser canals de contacte permanent per obtenir inversions, tecnologia i, en definitiva, el màxim grau possible de distensió i col·laboració. La manera de posar en marxa el procés va consistir, simplement, a no fer res per defensar els vells règims a l'Est d'Europa. No és clar fins on es pensava arribar seguint aquest camí; en qualsevol cas, els límits van quedar marcats per la renúncia a utilitzar la força i pensar que el gruix de les poblacions no renunciaria als beneficis de l'estat benefactor construït pels règims comunistes.
La RDA, Polònia, Hongria i Txecoslovàquia, cadascuna al seu estil, van ser les locomotores del canvi.
A Romania i Bulgària, l'estat de benestar, tot i ser molt limitat en les ofertes, havia substituït la misèria i l'endarreriment dels anys d'entreguerres i la posada en marxa d'una infraestructura industrial va invertir els percentatges entre població rural i urbana i va crear un verdader estrat professional, una mena de petita classe mitjana que amb prou feines havia existit en aquests països abans del 1945. Això feia que aquest règims fossin més estables: per exemple, mai s'hi havia produït una intervenció militar soviètica o un cop d'estat violent des del 1945, a diferència d'Hongria, Txecoslovàquia o Polònia.

### Polònia
Polònia era la part més dèbil degut a les crisis econòmiques i els brutals reajustaments salarials que ja havien produït revoltes obreres el 1970. Deu anys més tard, es va tornar a repetir la mateixa contingència, però en aquesta ocasió el règim no va reprimir els contestataris amb la mateixa contundència i aquesta irresolució va donar peu a l'aparició d'un sindicat independent, Solidarność (Solidaritat) l'estiu del 1980, que alhora va aconseguir forçar el govern a un pacte en el qual en reconeixia l'existència legal.
En la decisió demostrada pels obrers polonesos i part de la població va tenir molta influència el fet que dos anys abans, l'arquebisbe de Cracòvia, el cardenal Karol Wojtyła, fos elegit nou Papa. El 1979 va visitar Polònia, i les multituds enceses van sortir al carrer en honor del pontífex polonès.
En plena guerra freda, els comunistes polonesos no estaven disposats a tolerar l'esfondrament del règim, i abans que es produís una intervenció soviètica, el mateix Exèrcit polonès va fer un cop el desembre del 1981, i va il·legalitzar el sindicat Solidarność. Però la situació econòmica no va millorar, i el descontentament arribava cada dia a més sectors socials. L'arribada de Gorbatxov al poder i la posada en marxa de la perestroika van acabar de decidir el mateix règim comunista a pactar una sortida consensuada amb l'oposició: el 1988, de l'anomenada Taula Rodona va sorgir l'acord d'organitzar unes eleccions parcialment lliures que es van celebrar l'estiu següent i en les quals els candidats sorgits de Solidarność van tenir una gran victòria.

### Hongria
Després de la revolució hongaresa de 1956, no es van tornar a produir commocions polítiques importants. Els líders locals es van concentrar en el desenvolupament econòmic i tecnològic que va triomfar plenament a mitjans dels anys seixanta. El resultat va ser un equilibrat sistema de benestar econòmic i promoció social moderada.
Com en el cas polonès, també a Hongria el sector més aperturista del partit va començar a desmuntar el règim per pròpia iniciativa. Però aquí ni tan sols van existir les tensions derivades de l'aguda crisi econòmica polonesa i la pressió política.
La perestroika també havia arribat a Hongria i es va manifestar al llarg de la segona meitat del 1988 i la primera de 1989, quan es va començar a treballar en tot un nou cos constitucional i legislatiu per obrir camí al pluralisme polític: l'octubre d'aquell mateix any el Partit Socialista Obrer Hongarès es va autodisoldre i es va transformar en un partit socialista de caràcter socialdemòcrata. Els motius per una autodisolució podrien ser el desig d'alliberar-se abans que la situació canviés a pitjor, l'explícit suport nord-americà, la tradicional emulació de l'exemple polonès i l'experiència històrica d'un país en què el parlamentarisme mai s'havia exercit sobre una base realment popular i, per tant, els canvis polítics decisius sempre s'havien fet des de dalt. En qualsevol cas, el succés de la liberalització hongaresa més transcendental per a tot el bloc oriental va ser el desmuntatge, ja al març, del Teló d'Acer a la frontera entre Hongria i Àustria, que ràpidament va començar a atraure una onada d'alemanys de l'Est desitjosos d'escapar a la República Federal Alemanya.

### La RDA
La sagnia de població que el mur havia detingut el 1961 es va reprendre molt més dramàticament fins al punt que el 1989 va fer trontollar seriosament el règim d'Erich Honecker, que en principi no estava amenaçat per cap procés de contestació. De fet, el nivell de vida a la RDA era acceptablement bo i un percentatge considerable dels fugits cap a l'Oest el 1989 eren joves ben situats. Va ser la població que va decidir quedar-se a la RDA la que va començar a protestar massivament als carrers.
La temptació de recórrer a l'ús de la força per dissoldre les manifestacions va ser desaconsellada des de Moscou. I davant de la incapacitat de controlar la situació, el vell dirigent Erich Honecker es va veure obligat a deixar el poder.
Pocs dies més tard, el 9 de novembre, i ja en ple procés de liberalització del règim, la notícia que s'estaven autoritzant permisos permanents de sortida cap a la RFA per als ciutadans de la RDA va llançar la multitud contra el mur de Berlín. La guàrdia fronterera va quedar desbordada, i per primer cop milers de berlinesos van passar lliurement al sector occidental. La imprevisible caiguda del mur de Berlín va accelerar la descomposició de tot el bloc oriental.

### Bulgària
El 10 de novembre, un cop a palau organitzat pels elements més aperturistes del Partit Comunista Búlgar (amb el tàcit consentiment soviètic) va derrocar el vell líder búlgar Tòdor Jivkov.

### Txecoslovàquia
A Praga, la multitud al carrer va fer caure sense violència el règim comunista, que semblava fermament assentat; va ser l'anomenada "revolució de Vellut".

### Romania
Finalment, el 17 de desembre un esclat popular a la ciutat romanesa de Timisoara va encendre la flama d'una revolució que es va acabar estenent a Bucarest i va fer caure el dictador Nicolae Ceausescu.

### Albània
Aquest esdeveniment va tancar el cicle de tardor-hivern de 1989, allargat breument per l'acceptació del multipartidisme a Albània, el desembre del 1990.

## Les revolucions fora d'Europa Oriental

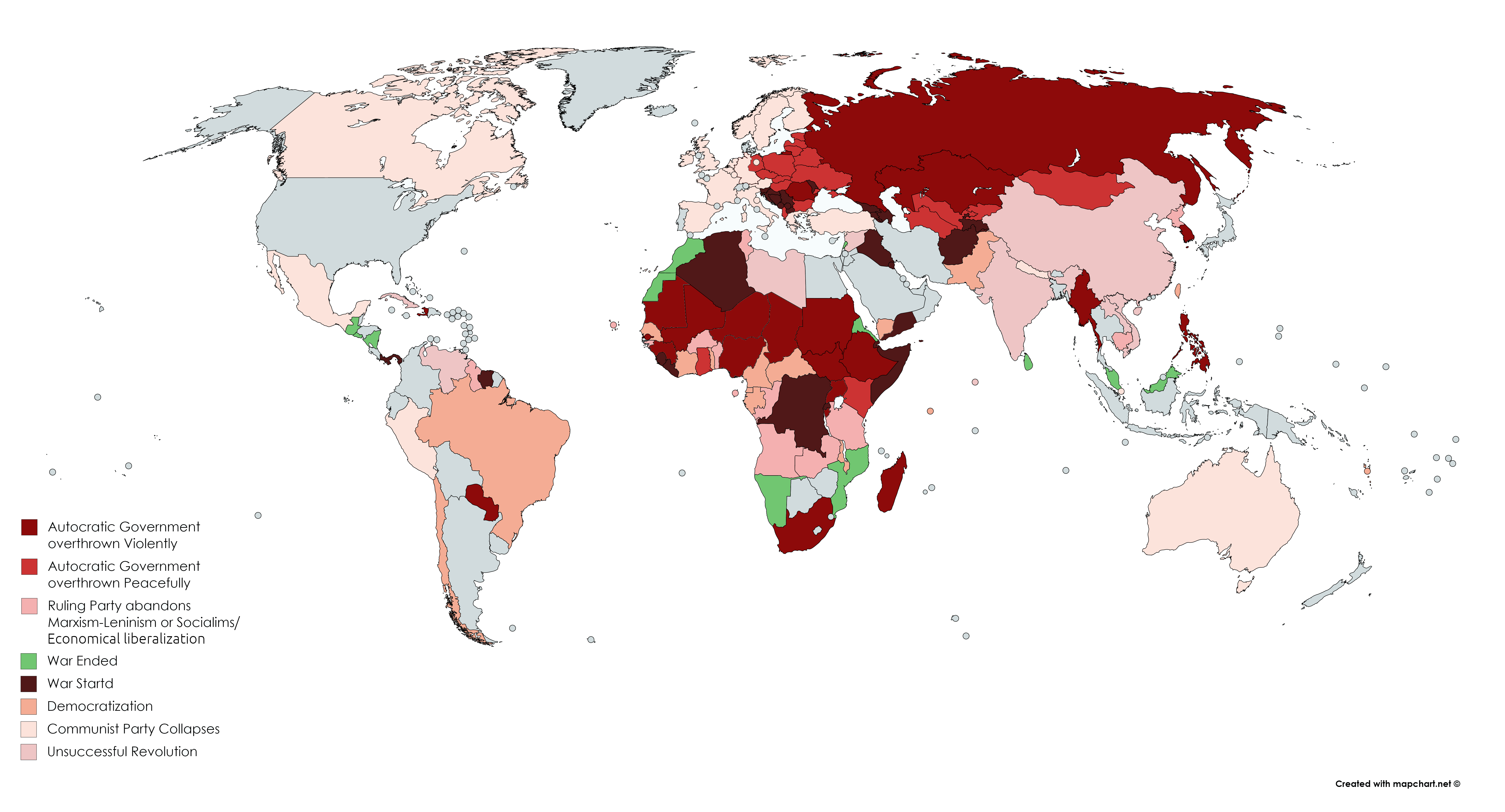
Efecte global de les revolucions de 1989-1991

Al febrer de 1986, en una de les primeres revolucions pacífiques de moviments de masses contra una dictadura, la Revolució del Poder Popular a les Filipines va enderrocar pacíficament al dictador Ferdinand Marcos i va instal·lar a Corazón Aquino com a presidenta.
L'efecte dominó de les revolucions de 1989 també va afectar altres règims. El règim d'apartheid sud-africà i la dictadura militar de Pinochet a Xile van ser desmantellats gradualment durant la dècada de 1990 a mesura que Occident va retirar el seu finançament i suport diplomàtic. Argentina, Ghana, Indonèsia, Nicaragua, Corea del Sud, Surinam, Taiwan i el Iemen, entre altres països, van triar governs democràtics.
Els recomptes exactes del nombre de democràcies varien segons els criteris utilitzats per a l'avaluació, però segons algunes mesures a finalitats de la dècada de 1990 hi havia més de 100 democràcies en el món, un augment notable en tan sols unes poques dècades.

### Nacions socialistes
Les reformes a la Unió Soviètica i els seus països aliats també van portar a canvis dramàtics als estats comunistes i socialistes fora d'Europa.
- Afganistan - La intervenció soviètica va acabar en 1989 i el govern comunista sota Mohammad Najibullah va caure davant els mujahidins en 1992 després de la renúncia voluntària d'aquest últim.
- Angola - El govern del MPLA va abandonar el marxisme-leninisme en 1991 i va acceptar els Acords de Bicesse en el mateix any, no obstant això, la Guerra civil angolesa entre el MPLA i la conservadora UNITA va continuar durant una altra dècada. La Pena de mort va ser proscrita en la nació.
- Algèria - Disturbis a l'octubre de 1988, democratització a través del referèndum constitucional de 1989, victòria d'un partit islamista, el FIS en les eleccions locals de 1990 i en les eleccions legislatives de 1991, que van conduir a un cop militar al gener de 1992, la qual cosa va provocar la Guerra civil algeriana, la qual va durar fins a 2002.
- Bangladesh - Conflicte intern des de 1989.
- Benín - El règim de Mathieu Kérékou va ser pressionat per a abandonar el marxisme-leninisme en 1989.
- Burkina Faso - democratització en 1990.
- Cap Verd - el governant Partit Africà per la independència de Cap Verd va reduir la seva ideologia socialista i els donants estrangers van pressionar al govern per a permetre eleccions multipartidistes en 1991.
- Cambodja - el govern secundat per Vietnam, que havia estat en el poder des de la caiguda del Khmer Rouge, va perdre el poder després de les eleccions patrocinades per l'ONU en 1993, el govern de coalició es va dissoldre en 1993 i el Partit de la Kampuchéa Democràtica es va dissoldre en 1992.
- Txad - democratització en 1990.
- la Xina - El Partit Comunista de la Xina va començar a implementar reformes econòmiques liberalitzadores a finalitats de la dècada de 1970 baix Deng Xiaoping. No obstant això, les protestes pro-democràcia de 1989 van ser aixafades pels militars. Disturbis al Tibet en 1987. Els partits comunistes prosoviéticos del Xinjiang es van dissoldre.
- Congo - El règim de Denis Sassou-Nguesso va ser pressionat per a abandonar el marxisme-leninisme en 1991. La nació va tenir eleccions en 1992 i una guerra civil en 1993.
- Corea del Nord - Kim Il-sung va morir en 1994, passant el poder al seu fill Kim Jong-il. Les inundacions sense precedents i la dissolució de la Unió Soviètica van portar a la fam de Corea del Nord, que va resultar en la mort d'aproximadament 2,5 a 3 milions de nord-coreans. Totes les referències al marxisme-leninisme van ser reemplaçades per Juche en 1992, la qual cosa significa una aparent disminució del paper del comunisme a Corea del Nord.
- Cuba - La fi dels subsidis soviètics va conduir al Període especial. Introducció de partits no seleccionables en 1992. En 1994 es va realitzar una protesta infructuosa.
- Djibouti - Guerra civil de Djibouti en 1991 i democratització en 1992.
- Etiòpia - es va implementar una nova constitució en 1987 i, després de la retirada de l'assistència soviètica i cubana, la junta militar comunista Derg dirigida per Mengistu Haile Mariam va ser derrotada pel rebel EPRDF en la Guerra civil etíop i va fugir en 1991.
- Ghana - Cop d'estat, Distància de la Unió Soviètica.
- Guinea Bissau - democratització en 1991 sota el règim de João Bernardo Vieira i posterior abolicion de la Pena de mort en la nació en 1993.
- Índia - les reformes econòmiques de l'Índia es van iniciar en 1991. El Congrés Rashtriya Samajwadi es va dissoldre en 1989, els Voluntaris Nacionals de Tripura es van dissoldre en 1988 i la Convenció Popular de Hmar es va dissoldre en 1986. Començament de la insurrecció en Jammu i Caixmir en 1989.
- Iraq - Aixecaments en 1991. Va romandre sota el règim Baathista de Saddam Hussein fins a 2003 amb la invasió estatunidenca enderrocant el seu règim.
- Kuwait - Annexat per l'Iraq en 1990. Després alliberat durant la Guerra del Golf.
- Laos - Va romandre comunista sota el Partit Popular Revolucionari de Laos. Laos es va veure obligat a demanar ajuda d'emergència a França i el Japó, i també a demanar ajuda al Banc Mundial i al Banc Asiàtic de Desenvolupament. Finalment, en 1989, Kaisôn va visitar Pequín per a confirmar la restauració de les relacions amistoses i per a assegurar l'ajuda xinesa. L'estrella vermella, la falç i el martell i la falç van ser trets de l'escut nacional en 1991.
- Madagascar - El president socialista Didier Ratsiraka va ser expulsat.
- Malià - Moussa Traoré va ser expulsat, Mali va adoptar una nova constitució; va celebrar eleccions multipartidistes. Rebel·lió dels tuareg en 1990 i cop d'estat en 1991.
- Moçambic - La Guerra civil moçambiquesa entre el socialista FRELIMO i els conservadors de RENAMO es va acabar mitjançant un tractat en 1992. Posteriorment, FRELIMO va abandonar el marxisme-leninisme en favor del socialisme democràtic amb el suport de l'ONU i va celebrar eleccions multipartidistes.
- Birmània - l'aixecament 8888 en 1988 va veure la desaparició del Partit del Programa Socialista de Birmània, però no va aconseguir portar la democràcia, encara que el marxisme va ser abandonat. El país va ser liderat per un govern militar sota el Consell d'Estat per a la Pau i el Desenvolupament fins a 2011, després de les eleccions de 2010 que molts països occidentals van considerar fraudulentes. Fi de la insurrecció comunista en 1989.
- Nicaragua - Els sandinistes van perdre les eleccions multipartidistes en 1990, i va guanyar la Unió Nacional Opositora.
- Palestina - l'Organització per a l'Alliberament de Palestina va perdre a un dels seus patrocinadors diplomàtics més importants, a causa de la deterioració de la Unió Soviètica, la relació fallida d'Arafat amb Moscou i la pèrdua d'un govern d'un solo partit i la suspensió PFLP-GC de l'OLP en 1984. La Primera Intifada va ocórrer entre 1987 i 1991, la qual cosa va portar al reconeixement d'Israel per part de l'OLP.
- Sao Tomé i Príncipe - el governant Moviment per l'Alliberament de Sao Tomé i Príncipe / Partit Socialdemòcrata va reduir la seva ideologia socialista i els donants estrangers van pressionar al govern per a permetre eleccions multipartidistes en 1991.
- Seychelles - democratització en 1991.
- Síria - el Partit Comunista Sirià es va dividir en dos partits en 1986. Síria va participar en la Conferència de Madrid de 1991 i es va trobar amb el seu enemic de la Guerra Freda, Israel, en negociacions de pau. El Partit Popular Democràtic Sirià d'esquerra a centreesquerra.
- Somàlia - Els rebels somalis van enderrocar a la junta militar comunista de Mohamed Siad Escombra durant la revolució somali en 1991. Somàlia ha estat en un constant estat de guerra civil des de llavors.
- Sri Lanka - Regirades en 1989.
- Sudan - Fi del domini del Partit Unionista Democràtic pel cop d'estat d'Omar al-Bashir en 1989.
- Surinam - democratització en 1987 i guerra civil entre 1986 i 1992.
- Tanzània - el partit governant Chama Cha Mapinduzi va reduir la seva ideologia socialista i els donants estrangers van pressionar al govern per a permetre eleccions multipartidistes en 1995.
- Tunísia - El Partit Comunista de Tunísia va ser canviat de nom com a Moviment Ettajdid en 1993 i ell Partit Socialista Destouriano va ser canviat de nom com a Ral·li Constitucional Democràtic en 1988.
- Vanuatu - Vanua'aku Pati va perdre les eleccions multipartidistes en 1991, i va guanyar la Unió de Partits Moderats.
- Vietnam - El Partit Comunista del Vietnam ha emprès reformes de Đổi mới des de 1986, liberalitzant certs sectors de l'economia de manera similar a la Xina. Vietnam continua sent un estat comunista de partit únic.
- Iemen del Sud - Guerra Civil de Iemen del Sud en 1986. Va abandonar el marxisme-leninisme en 1990 i es va reunificar amb Iemen del Nord aquest any, encara que això més tard va conduir a una guerra civil.
- Zàmbia - el governant Partit Unit de la Independència Nacional va reduir la seva ideologia socialista i els donants estrangers van pressionar al govern per a permetre eleccions multipartidistes en 1991.

### Altres nacions
Molts partits polítics i grups militants secundats pels soviètics a tot el món van sofrir desmoralització i pèrdua de finançament.
- Alemanya - La Fracció de l'Exèrcit Roig va perdre al seu partidari a llarg termini, la Stasi, després de la caiguda del Muro de Berlín.[9]
- Austràlia - el Partit Comunista d'Austràlia es va dissoldre en 1991.
- Àustria - El Partit Comunista d'Àustria va perdre el seu finançament d'Alemanya Oriental i 250 milions d'euros en actius.
- Bèlgica - el Partit Comunista de Bèlgica es va dividir en dos partits en 1989.
- Burundi - Cop d'estat en 1996.
- Canadà - en 1990, el Partit Comunista del Canadà va ser donat de baixa i es van confiscar els seus actius, la qual cosa ho va obligar a començar una batalla política i legal de 13 anys finalment reeixida per a mantenir el registre de petits partits polítics al Canadà, per tant canviant la definició legal d'un partit polític al Canadà en 2003 i ara opera sense cap representació política triada.
- Espanya - El Partit dels Treballadors d'Espanya-Unitat Comunista es va dissoldre en 1991. L'Esquerra Alternativa es va dissoldre en 1993. El Partit Comunista d'Espanya (marxista-leninista històric) es va dissoldre en 1992. El Partit Comunista de Galícia (Marxista-Revolucionari) es va dissoldre en 1989.
- Filipines - El Partit Comunista de les Filipines va experimentar crítiques i els debats que van seguir entre els principals quadres del partit van donar com a resultat l'expulsió dels defensors del "oportunisme d'esquerra i dreta" que van formar notablement les faccions dels anomenats "rechazadores" i "reafirmadores". Els que van afirmar l'ortodòxia maoista van ser anomenats els "Refermants", o RA, mentre que els que van rebutjar el document van ser anomenats "Rechazadores" o RJ. El juliol del 1993, el Komiteng Rehiyon ng Manila-Rizal (KRMR), un dels rebutjats, va declarar la seva autonomia del lideratge central. En uns pocs mesos, diverses de les formacions i oficines regionals del Partit van fer el mateix, formalitzant i aprofundint permanentment el cisma.[10]
- Finlàndia - la Lliga Democràtica Popular de Finlàndia es va dissoldre en 1990 i la fracció Partida Comunista de Finlàndia va col·lapsar en 1992 i va quedar absorbit per l'Aliança de l'Esquerra.
- França - El col·lapse del Bloc soviètic va ser un xoc per al Partit Comunista Francès. La crisi es diu La mutation (la mutació). Fusió del Partit Socialista Unificat amb la Nova Esquerra per al Socialisme, l'Ecologia i l'Autogestió per a les Alternatives Vermelles i Verds en 1989.
- Gàmbia - Cop d'estat en 1994.
- Grècia - L'Organització de comunistes marxistes-leninistes de Grècia es va dissoldre en 1993 i es va fusionar amb el Moviment per un Partit Comunista Unit de Grècia. L'esquerra grega es va dissoldre en 1992.
- Irlanda - El Partit Comunista d'Irlanda va disminuir significativament. El Partit Socialista Democràtic es va dissoldre.
- Itàlia - el col·lapse va provocar que el Partit Comunista Italià es reformés, creant dos nous grups, el Partit Democràtic de l'Esquerra més gran i el Partit de la Refundació Comunista més petit. La desaparició del partit comunista va conduir en part a canvis profunds dins del sistema de partits polítics italians en 1992-1994 i al col·lapse del Partit Radical en 1989 i del Partit Socialista Italià en 1994. Desintegració de les Brigades Vermelles en 1988.
- Japó - El Partit Comunista Japonès va emetre una declaració titulada "Donem la benvinguda al final d'un gran mal històric de l'imperialisme i el hegemonismo".
- Líban - Fi de la Guerra Civil en 1990.
- Libèria - Primera guerra civil iniciada en 1989.
- Malàisia - El Partit Comunista Malai va deixar les armes en 1989, posant fi a una insurrecció que havia durat dècades.
- Maldives - fallit cop d'estat en 1988.
- el Marroc - Fi de la Guerra del Sàhara Occidental en 1991.
- Mèxic - el Partit Comunista Mexicà i altres partits comunistes es van dissoldre en 1989 i es van absorbir primer en el Partit Mexicà Socialista i després en el Partit de la Revolució Democràtica. Col·lapse del Partit Mexicà Socialista en 1989.
- Nepal - el Partit Comunista de Nepal (Janamukhi) i el Partit Comunista de Nepal (Quarta Convenció) es van dissoldre en 1990.
- Níger - Cop d'estat en 1996.
- Noruega - El Partit Comunista de Noruega va canviar la seva línia pro-soviètica.
- Oman - el Front Popular per a l'Alliberament d'Oman es va dissoldre en 1992.
- Països Baixos - el Partit Comunista dels Països Baixos va ser dissolt en 1991 i absorbit per l'Esquerra Verda. La Lliga dels comunistes als Països Baixos es va dissoldre en 1992.
- Perú - Sendera Lluminosa, responsable de matar a desenes de milers de persones, va reduir la seva activitat en la dècada de 1990.
- Regne Unit - es va dissoldre el Partit Comunista de Gran Bretanya en 1991.
- San Marino - El Partit Comunista Sanmarinense es va dissoldre en 1990.
- Sierra Leone - el començament de la Guerra Civil de Sierra Leone en 1990 i el cop d'estat en 1992.
- Singapur - El Barisan Sosialis es va dissoldre en 1988.
- Suècia - L'Associació Comunista de Norrköping es va dissoldre en 1990 i el Partit Comunista marxista-leninista va deixar de funcionar com a partit nacional. La Kommunistiska Partiet i Sverige pro-albanesa i el Partit dels Treballadors Comunistes Maoistes de Suècia es van dissoldre en 1993. El principal partit d'esquerra, Vänsterpartiet kommunisterna, VPK (Partit d'Esquerra - Comunistes), va abandonar la part comunista del seu nom i es va convertir simplement en Vänsterpartiet (Partit d'esquerra).
- Turquia - el Partit Laborista Comunista de Turquia es va dividir.

Al mateix temps, molts estats autoritaris anticomunistes, anteriorment secundats pels Estats Units, van veure gradualment una transició a la democràcia.
- Aràbia Saudita - Després de la guerra soviètic-afganesa, Osama bin Laden, fundador del grup militant islamista Al-Qaeda, va proposar a la monarquia saudita que no confiés en els Estats Units després de la invasió iraquiana de Kuwait en 1990. Bin Laden després va denunciar la invitació saudita de la 82 Divisió Aerotransportada dels Estats Units i finalment va ser expulsat del país en 1992 a causa de les crítiques. La seva ciutadania va ser revocada en 1994.
- Brasil - En 1989 va tenir lloc la primera elecció presidencial democràtica des de 1960 a causa de les reformes iniciades uns anys abans.
- Xile - La dictadura militar sota Augusto Pinochet va ser pressionada per a implementar eleccions democràtiques, que van veure la democratització de Xile en 1990. El Partit Ampli d'Esquerra Socialista es va fusionar amb el Partit Socialista de Xile.
- Colòmbia - La constitució conservadora de 1886 va ser derogada en 1991. El Moviment 19 d'abril, el Moviment Armat Quintín Llepa i la majoria de l'Exèrcit Popular d'Alliberament van abandonar les seves armes i van començar a participar en la política.
- Corea del Sud - Les protestes del Moviment Democràtic de Juny van portar a la caiguda del govern de Chun Doo-hwan en 1987, i a les primeres eleccions democràtiques del país. En 2000, Corea del Nord i Corea del Sud van acordar en principi treballar cap a la reunificació pacífica en el futur.
- El Salvador - La Guerra Civil Salvadorenca va acabar en 1992 després dels Acords de Paz de Chapultepec. El moviment rebel FMLN es va convertir en un partit polític legal i va participar en eleccions posteriors.
- Estats Units - després de la fi de la Guerra Freda, els Estats Units es va convertir en l'única superpotència del món. Va deixar de donar suport a moltes de les dictadures militars que va tenir durant la Guerra Freda, pressionant a més nacions perquè adoptessin la democràcia.
- Filipines - Revolució del Poder Popular en 1986.
- Guatemala - La guerra civil guatemalenca va acabar en 1996 i la Unitat Revolucionària Nacional Guatemalenca es va convertir en un partit legal.
- Haití - Protestes contra el règim de Jean-Claude Duvalier en 1986, les quals van conduir al seu derrocament.
- Kenya - Restauració de la democràcia multipartidista en 1991[11]
- Panamà - El règim de Manuel Antonio Noriega va ser enderrocat per la invasió estatunidenca en 1989 com a resultat de la seva supressió d'eleccions, activitats de narcotràfic i l'assassinat d'un militar estatunidenc.
- Paraguai - La dictadura d'Alfredo Stroessner va arribar a la seva fi quan va ser deposat en un cop d'estat militar. En 1992, la nova constitució del país va establir un sistema democràtic de govern.
- Ruanda - Guerra civil ruandesa en 1990.
- Sud-àfrica - es van iniciar negociacions en 1990 per a posar fi al sistema d'apartheid. Nelson Mandela va ser elegit president de Sud-àfrica en 1994.
- Taiwan - El partit nacionalista Kuomintang que havia governat sota una estricta llei marcial des del final de la Guerra Civil Xinesa va introduir reformes democratitzadores .
- Zaire - Guerra civil en 1996.

Països que van tenir governs d'estil socialista després de 1991:
- Nepal - la monarquia va ser enderrocada el 2008 i la república ha estat governada pel Partit Comunista des de llavors.
- Veneçuela - Hugo Chávez va liderar el Moviment de la Cinquena República que va portar a l'establiment de la República Bolivariana en 1999 i va governar el país fins a la seva mort el 2013.

Altres conseqüències:
- Israel - En 1990, la Unió Soviètica finalment va permetre la lliure emigració de jueus soviètics a Israel. Abans d'això, els jueus que intentaven abandonar l'URSS van enfrontar persecució. Els que van tenir èxit van arribar com a refugiats. En els anys següents, al voltant d'un milió de ciutadans soviètics van emigrar a Israel. Encara que existia la preocupació que alguns dels nous immigrants només tenien una connexió molt tènue amb el judaisme, i molts estaven acompanyats per parents no jueus, aquesta ona massiva de migració va portar grans quantitats de jueus soviètics altament educats i va canviar lentament la naturalesa demogràfica d'Israel. A més, milers de jueus etíops van ser rescatats per les Forces de Defensa d'Israel en 1991.

## Conclusió: l'eliminació del bloc oriental
En conjunt, l'esfondrament del baluard soviètic avançat que era la RDA va fer inviable la continuació de la resta dels règims de l'Est, molt relacionats econòmicament i militarment entre ells. En la precipitació del fenomen havia tingut un gran paper l'esperança que aquest era el moment per enganxar-se a l'Europa rica.
Al començar l'any 1990 s'havia eliminat el bloc de l'Est, havia desaparegut el mur de Berlín, s'havia obert la via cap a la reunificació d'Alemanya (3 d'octubre de 1990), la guerra freda semblava tocar al final i Gorbatxov havia demostrat sobradament el seu esperit conciliador i reformista... Tanmateix mancaven els fets que menaran les transicions a l'Est i la descomposició de Iugoslàvia i de l'URSS molt poc temps després.